# Menno Jonker
Menno Jonker (Castricum, 1968) is een Nederlands beeldend kunstenaar, vormgever en glaskunstenaar.

## Leven en werk
Jonker werd opgeleid aan de Rietveld Academie in Amsterdam. Sinds 1987 ontwerpt hij objecten voor glasfabriek Royal Leerdam. Daarnaast is hij conservator van Museum Het Schip in Amsterdam. Ook vervult hij gastdocentschappen aan het Royal College of Art te Londen en de Design Academy Eindhoven.
Het bekendste monument van de hand van Menno Jonker is het monument in Apeldoorn ter nagedachtenis aan de slachtoffers van de aanslag op Koninginnedag 2009. Het deels ingegraven monument verbeeldt een doos met ballonnen die opgelaten worden bij een feest maar van kleur verschieten naar witte ballonnen als uiting van rouw.
Ter gelegenheid van de geboorte van prinses Amalia maakt hij het Amaliavaasje en voor de 75e verjaardag van prinses Beatrix het 'Oranjevaasje Beatrix 75 jaar'; beide geblazen bij Royal Leerdam.
Jonker heeft daarnaast werk verricht voor goede doelen. Ter gelegenheid van het 55-jarig bestaan van het Prinses Beatrix Spierfonds ontwierp hij het exclusieve kristallen 'Helix'. Hetzelfde deed hij voor het 50-jarige jubileum van het Longfonds; Menno ontwierp 'Longkracht'.

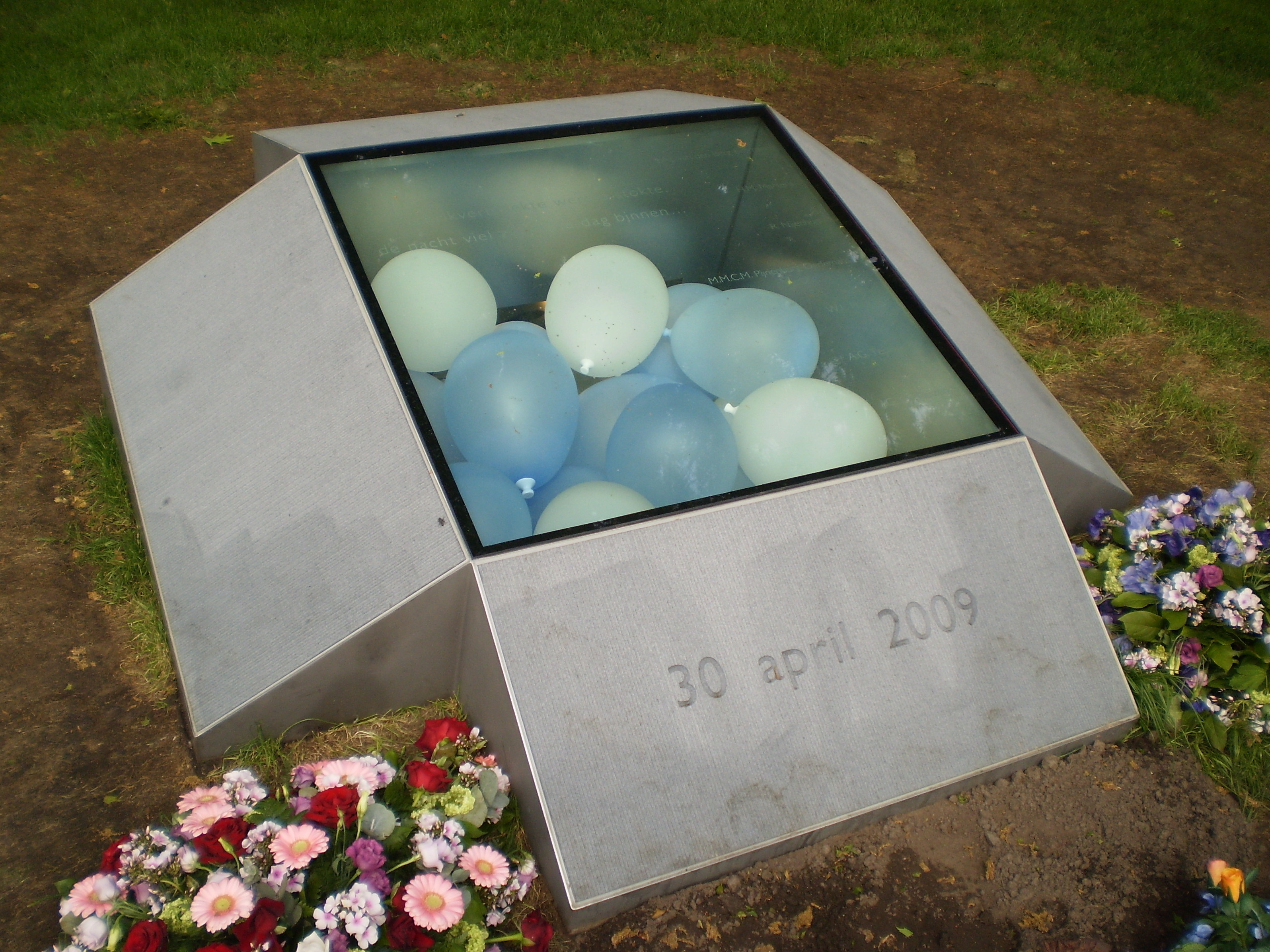
Herdenkingsmonument Aanslag op Koninginnedag 2009

Ook maakt Jonker sieraden.

## Tentoonstellingen
De objecten van  Jonker worden tentoongesteld in onder meer het Louvre, het Londense Victoria & Albert Museum en Museum Ernsting Stiftung in Coesfeld-Lette in Duitsland. Nederlandse musea met werk van Menno Jonker zijn het Nationaal Glasmuseum in Leerdam, het Gemeentemuseum Den Haag en het Museum Jan van der Togt in Amstelveen. De Triodos Bank, DSM, ING, de gemeente Epe en het DeLaMar Theater te Amsterdam hebben werk van Jonker in hun collecties.